# The Village Hero
The Village Hero è un cortometraggio muto del 1911 diretto da Mack Sennett.

## Produzione
Il film fu prodotto nel 1911 dalla Biograph Company.

## Distribuzione
Distribuito dalla General Film Company, il film - un cortometraggio di 205,7 metri - uscì nelle sale cinematografiche statunitensi l'11 settembre 1911. Nelle proiezioni, veniva programmato con il sistema dello split reel, accorpato in un'unica bobina con un altro cortometraggio prodotto dalla Biograph, la commedia The Lucky Horseshoe.
Non si conoscono copie ancora esistenti della pellicola che viene considerata presumibilmente perduta.